# Corporales (La Rioja)
Corporales es un municipio de la comunidad autónoma de La Rioja (España). Se sitúa en la comarca de Santo Domingo de la Calzada, y el municipio incluye las poblaciones de Corporales y Morales.
Se sitúa en pleno valle del Oja, a los pies de la sierra de la Demanda, siendo un pueblo eminentemente agrícola, especialmente cerealista, y ganadero. Su población está muy envejecida debido a la emigración, aunque se conservan casas de fin de semana.

## Geografía
Se sitúa en una cuesta en declive, cerca de la sierra de la Demanda. Limita al este con Santo Domingo de la Calzada, al oeste con Grañón y al sur con Santurde de Rioja. Es un municipio muy cercano a la provincia de Burgos, siendo una localidad casi fronteriza con la Riojilla Burgalesa.

## Historia
Aparece en un escrito de 1180 en donde Doña Sancha de Hervías donaba a la iglesia de Santo Domingo de la Calzada un lugar en Santurde la Mayor y «una viña en el lugar de Corporales». En el año 1194, don Rodrigo de Morales donó al monasterio de Premostratenses de Bugedo de Campajares la hacienda que tenía en «Villaseca y en los lugares suyos ubicados en Villaveznar, Morales y Corporales».
En el año 1357 el noble Sancho Martínez de Leiva, vendió a la catedral de Santo Domingo de la Calzada la Torre-Fuerte de Corporales junto con las fincas anexas.
Estaba integrado en la real jurisdicción de Santo Domingo de la Calzada poseyendo un alcalde pedáneo.
En la primera mitad del siglo XIX tenía según el diccionario de geográfico de Barcelona 23 vecinos y 150 almas.
Según el censo de 1833 tiene entonces 20 vecinos y 99 almas.
Según el diccionario Geográfico-Histórico de España de 1846, en su sección II, escrito por Ángel Casimiro de Govantes, su producción en aquel año era de cereales, legumbres, pastos y ganados.

## Comunicaciones
Carretera LR-323 desde la N-120 cerca del puente de Santo Domingo de la Calzada, pasando por Corporales, Morales, Carrasquedo y Grañón.

## Geografía humana

### Demografía
Cuenta con una población de 42 habitantes (INE 2024).
| Gráfica de evolución demográfica de Corporales entre 1842 y 2021 |
| |
| Población de derecho según los censos de población del INE Población de hecho según los censos de población del INEEntre el censo de 1857 y el anterior, crece el término del municipio porque incorpora a 265005 (Morales) |

### Población por núcleos
Desglose de población según el Padrón Continuo por Unidad Poblacional del INE.
| Núcleos    | Habitantes (2022) | Varones | Mujeres |
| ---------- | ----------------- | ------- | ------- |
| Corporales | 17                | 11      | 6       |
| Morales    | 19                | 12      | 7       |

## Administración
| Periodo   | Nombre                                            | Partido |
| --------- | ------------------------------------------------- | ------- |
| 1979-1983 | Clemente Agustín Pascual / Máximo Agustín Pascual | UCD     |
| 1983-1987 | Adolfo Merino Agustín                             | AP      |
| 1987-1991 | Pablo Vitores Sierra                              | AP      |
| 1991-1995 | Pablo Vitores Sierra                              | PP      |
| 1995-1999 | José Miguel Jorge Sagredo                         | PP      |
| 1999-2003 | José Miguel Jorge Sagredo                         | PP      |
| 2003-2007 | José Miguel Jorge Sagredo                         | PP      |
| 2007-2011 | José Miguel Jorge Sagredo                         | PP      |
| 2011-2015 | José Miguel Jorge Sagredo                         | PP      |
| 2015-2019 | José Miguel Jorge Sagredo                         | PP      |
| 2019-2023 | José Miguel Jorge Sagredo                         | PP      |

## Economía

### Evolución de la deuda viva
El concepto de deuda viva contempla sólo las deudas con cajas y bancos relativas a créditos financieros, valores de renta fija y préstamos o créditos transferidos a terceros, excluyéndose, por tanto, la deuda comercial.
Entre los años 2008 a 2014 este ayuntamiento no ha tenido deuda viva.

## Lugares de interés

### Edificios y monumentos

#### Iglesia parroquial de san Martín de Tours
Construida en el siglo XVI, en mampostería, sillería y tapial, fue modificada en el siglo XVIII y rehecha durante el siglo XX. Consta de una sola nave de tres tramos, crucero y cabecera cuadrangular. Dos de los tres tramos de la nave están cubiertos con bóvedas de lunetos sujetas por pilas toscanas y arcos rebajados, mientras que el resto de la nave está cubierta con bóvedas de arista. A sus pies se localiza el coro alto y la entrada mediante arco rebajado. Cuenta con dos espadañas, una con dos campanas y la otra rematando con campanillo. La iglesia posee tres retablos, el mayor es clasicista de mediados del XVII, que consta de dos cuerpos en tres calles con columnas corintias estriadas; los otros dos son pequeños, uno con imágenes de la Dolorosa, San José y San Martín, y el otro del siglo XIX dedicado a la Virgen del Rosario.

#### Iglesia de San Román
Está situada en Morales. Construida en el siglo XVIII, en mampostería y sillarejo. Se sitúa en la parte alta de la localidad, junto al cementerio. Presenta en su estructura una serie de peculiaridades que la hacen singular entre el patrimonio riojano. Destaca, de partida, que disponga de cuatro espadañas, un número poco habitual en templos de su tamaño. Su única nave se compone hasta de seis tramos, incluida la cabecera, que se cubren mediante lunetos a partir de arcos de medio punto. La imaginería de su interior es igualmente destacable, por su retablo rococó dedicado a San Román de Antioquía, y un conjunto escultórico del siglo XIII con San Gervasio y San Protasio, así como un crucifijo barroco del siglo XVIII.

## Fiestas Locales
En Corporales:
- 13 de agosto, San Hipólito (San Pol).
- 11 de noviembre, San Martín.

En Morales:
- 19 de junio, San Gervasio y San Protasio.
- 18 de noviembre, San Román.